# 우크라이나 철도
우크라이나 철도(우크라이나어: Укрзалізниця, Ukrainian Railways)는 우크라이나 철도교통을 맡은 우크라이나 국유 기업이다. 우크라이나 철도 교통 대부분을 독점하고 있다. 총 트랙 길이는 23,000 km 이상에 달하며 이는 세계 13위에 해당한다. 우크라이나 철도는 또한 세계에서 6번째로 큰 승객 수송 기업이자 세계에서 7번째로 큰 화물 수송 기업이다.
2022년 러시아의 우크라이나 침공 기간 중 우크라이나 철도는 도시의 수백만 명의 사람들을 유럽으로 구출하는 일을 계속했다. 우크라이나와 러시아 사이의 철도 연결부는 우크라이나군에 의해 폭파되어 러시아인들이 사용하지 못하게 했으나 우크라이나 내에서와 우크라이나와 폴란드, 헝가리, 슬로바키아 간의 운행은 계속하고 있다.

## 같이 보기
- 우크라이나의 교통

̈*키이우 지하철
- 철도의 전철화